# Каррон
Каррон (шотл. гел. Abhainn Carrann, англ. River Carron) — річка у центральній Шотландії. Бере початок у горах Кемпсі-Фелс і тече у східному напрямку, впадаючи у затоку Ферт-оф-Форт, біля міста Гренджмут. Довжина річки становить приблизно 32,18 км (20 миль)
Була судноплавна на 3 милі (приблизно 5 км), нею транспортувалася продукція Карронського металургійного заводу.
На річці неподалік від витоків розташоване велике водосховище Каррон-Веллі, побудоване на початку 1930-х років.

## Галерея

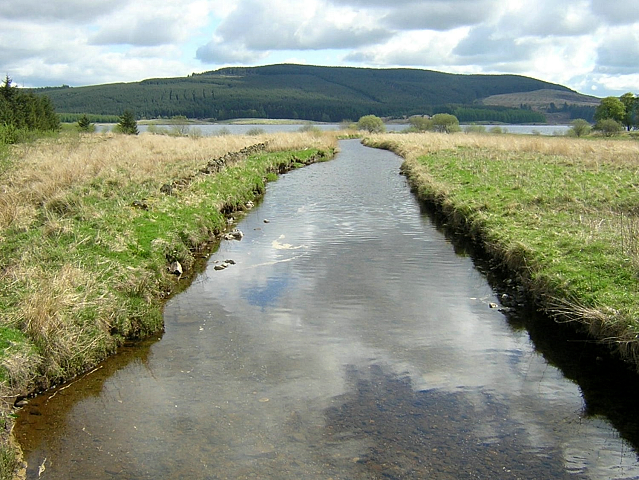
Каррон перед впадінням у водосховище Каррон-Веллі.
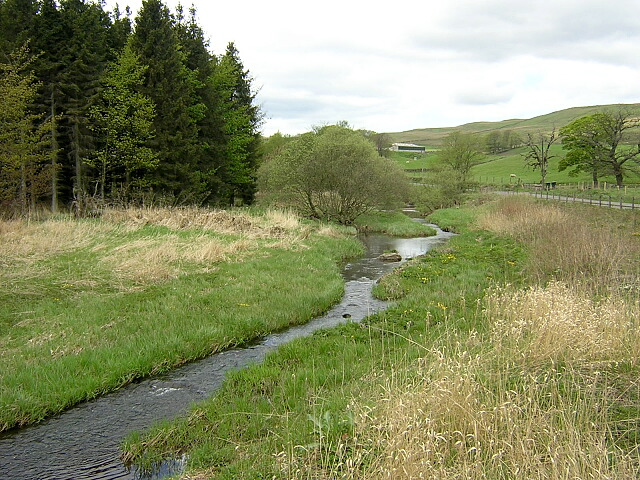
Каррон після вдосховища Каррон-Веллі.
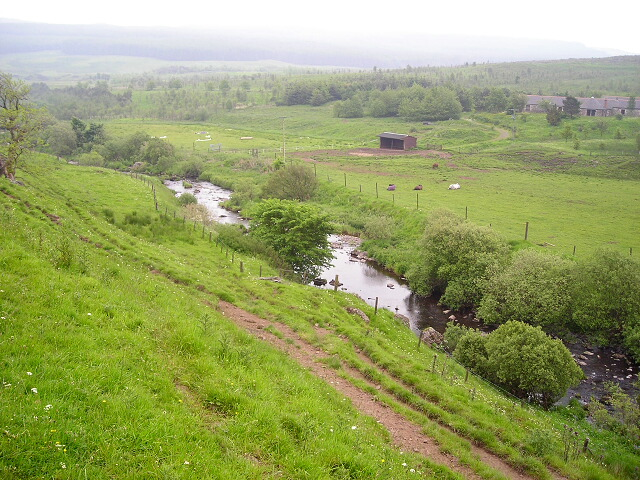
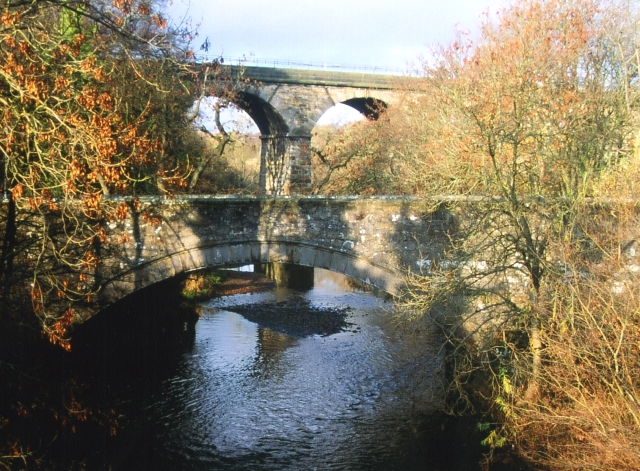
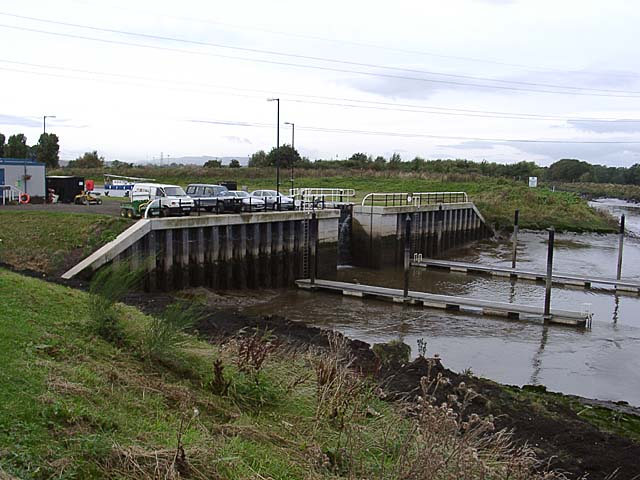
Шлюз при впадінні у річку Каррон каналу Форт – енд – Клайд.
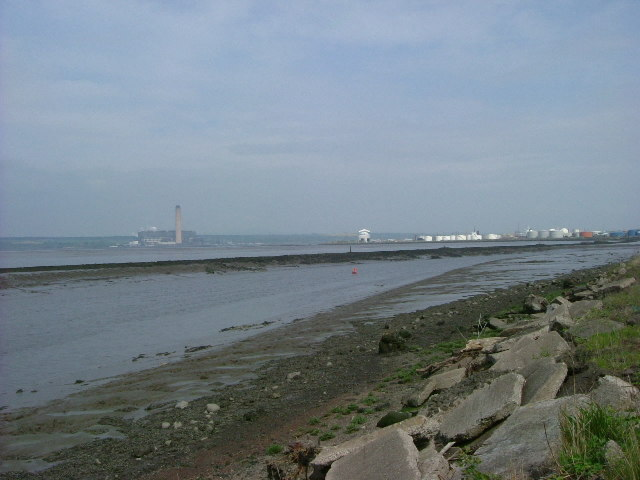
Гирло річки.